# Plagiolepis demangei
Plagiolepis demangei é uma espécie de formiga do gênero Plagiolepis, pertencente à subfamília Formicinae.